# 重篤気分調節症
重篤気分調節症（じゅうとくきぶんちょうせつしょう、Disruptive Mood Dysregulation Disorder:DMDD）は児童の持続的・反復的な不機嫌。『精神障害の診断と統計マニュアル』第5版（DSM-5）で抑うつ障害群の下位分類として追加された。
DSM-IVの編集長は、この診断名は、最小限の研究しか行われていないため、使わないようにすべき診断名であるとしている。問題点として、正常なかんしゃく、あるいは他の精神障害が原因となる症状とも鑑別できない。

## 定義
精神医学的障害の一種である。

## 症状
DMDDの症状は次のとおり。
1. 激しいかんしゃくの噴出、平均して週に3回以上おこる。
2. ほぼ毎日悲しい、イライラや怒りの気分。
3. かんしゃくの噴出は発達水準に相応しない。
4. 子供は、少なくとも6歳以上でなければならない。
5. 症状は、年齢10歳前に開始。
6. 症状は、少なくとも1年間は存在している。
7. 子供が複数の場所で（例えば、家庭、学校および/または友人と）障害を持っている。他者からも観察可能である。

## 診断
この診断名は、最小限の研究しか行われていないため、まったく使わないか、使うにしても段階的な診断など最大限の注意を払うべきである段階であるとされる。

### 鑑別診断
診断基準Jが他の精神障害で説明できないことを要求している。診断基準Kが他の医学的疾患や、薬物による影響ではないことを要求している。

## 問題点
正常なかんしゃくと区別できないため精神障害であるという誤診が起こる可能性があり、また他の精神障害の症状とも鑑別できない。
この診断名は、子供の双極性障害の過剰診断を減らすという目的によって正当化され追加された。子どもの双極性障害と同様に、製薬会社が、特に体重増加からの糖尿病や心臓病につながる危険性のある抗精神病薬の使用を促進する可能性がある。子供の双極性障害の診断は20年間で40倍に増加したが、多くは双極性障害の典型例ではない（エピソード的でない）単にかんしゃくを起こす子供に対してであり、その背景には製薬会社から資金援助を得た指導的立場にある研究者が、型にとらわれず診断するように奨励した。